# Eladio García Castro
Eladio García Castro, alias Ramón Lobato (Sevilla, 29 de marzo de 1944), es un antiguo político comunista español, principal dirigente del desaparecido Partido del Trabajo de España (PTE), de inspiración maoísta, tras la fusión de dicho partido con la Organización Revolucionaria de Trabajadores (ORT) en 1979 dando a luz al Partido de los Trabajadores (PT), Eladio abandonaría la formación tildando a dicho partido de "revisionista", unos meses después se afiliaría al Movimiento Comunista de España (MCE), dentro de la facción marxista-leninista-maoísta, posteriormente también se marcharía de esta en 1983, debido a que dicha plataforma durante un congreso del mismo año, dejarían de lado tanto el maoísmo como el resto de las facciones ideológicas internas, adoptando el trotskismo en su lugar, después de ello, Eladio se retiró de su vida política hasta día de hoy.

## Biografía
García Castro nació en Sevilla en 1944, en el seno de una familia campesina de filiación comunista. A los 19 años, y en la clandestinidad, se une al Partido Comunista de España (PCE). Desencantado con la línea eurocomunista que estaba tomando el PCE, en 1967 lo abandona y al tiempo se integra en el PTE.
En 1973 se celebra el I Congreso del PTE, donde es elegido secretario general, cargo que ostentaría hasta la desaparición del Partido en 1979. 
Ese año se fusionó con la Organización Revolucionaria de Trabajadores (ORT) para dar lugar al Partido de los Trabajadores (PT).
Tras la desaparición del PT en 1980 Eladio García pasó unos años trabajando en el consistorio de Puerto Real (Cádiz) una de las alcaldías ganadas por el PTE en 1979.
Fue aparejador de profesión. Actualmente está retirado de la vida política.

## Obras
- La crisis económica: una alternativa económica, una alternativa democrática
- ¿Qué es la Dictadura del Proletariado?
- España, un socialismo sin adjetivos